# Г8
Група осам (Г8; од 2014. реформисана у Група седам (Г7), због суспендовања Русије) била је организација која је постојала од 1997. до 2014. године, а чиниле су је осам водећих индустријских земаља света — Француска, Немачка, Италија, Јапан, Уједињено Краљевство, Сједињене Америчке Државе, Канада и Русија, те представници Европске уније као посматрачи. Организацијом је председавала једна земља годину дана. Земље Г8 поседовале су 50% укупне светске куповне моћи и биле су заслужне за 2/3 укупног светског трговинског промета. У тим земљама живело је нешто више од 13% светског становништва. Основни циљ Г8 представљала је размена мишљења између држава чланица и усаглашавање око махом спољнополитичких и економских питања. У ту сврху, једном годишње се организовао самит Г8, где су често присуствовале и друге земље. Самит су организовали министри спољних послова на састанцима пре самог самита, на којима су се усаглашавали спољнополитички интереси земаља чланица. Традиционално, сваки самит Г8 пратили су масовни антиглобалистички протести.

## Самити Г8
| Р. бр. | датум                           | држава                    | место                                             | званична интернет адреса                                                                                |
| ------ | ------------------------------- | ------------------------- | ------------------------------------------------- | --- |
| 1.     | 1975, 15. новембар-17. новембар | Француска                 | Рамбује                                           | |
| 2.     | 1976, 27. јун-28. јун           | Сједињене Америчке Државе | Сан Хуан, Порторико                               | |
| 3.     | 1977, 7. мај-8. мај             | Уједињено Краљевство      | Лондон, Енглеска                                  | |
| 4.     | 1978, 16. јул-17. јул           | Немачка                   | Бон                                               | |
| 5.     | 1979, 28. јун-29. јун           | Јапан                     | Токио                                             | |
| 6.     | 1980, 22. јун-23. јун           | Италија                   | Венеција                                          | |
| 7.     | 1981, 20. јул-21. јул           | Канада                    | Монтебело, Отава, Онтарио                         | |
| 8.     | 1982, 4. јун-6. јун             | Француска                 | Версај                                            | |
| 9.     | 1983, 28. мај-30. мај           | Сједињене Америчке Државе | Вилијамсбург, Вирџинија                           | |
| 10.    | 1984, 7. јун-9. јун             | Уједињено Краљевство      | Лондон, Енглеска                                  | |
| 11.    | 1985, 2. мај-4. мај             | Немачка                   | Бон                                               | |
| 12.    | 1986, 4. мај-6. мај             | Јапан                     | Токио                                             | |
| 13.    | 1987, 8. јун-10. јун            | Италија                   | Венеција                                          | |
| 14.    | 1988, 19. јун-21. јун           | Канада                    | Торонто, Онтарио                                  | |
| 15.    | 1989, 14. јул-16. јул           | Француска                 | Париз                                             | |
| 16.    | 1990, 9. јул-11. јул            | Сједињене Америчке Државе | Хјустон, Тексас                                   | |
| 17.    | 1991, 15. јул-17. јул           | Уједињено Краљевство      | Лондон, Енглеска                                  | |
| 18.    | 1992, 6. јул-8. јул             | Немачка                   | Минхен, Баварска                                  | |
| 19.    | 1993, 7. јул-9. јул             | Јапан                     | Токио                                             | |
| 20.    | 1994, 8. јул-10. јул            | Италија                   | Напуљ                                             | |
| 21.    | 1995, 15. јул-17. јул           | Канада                    | Халифакс, Нова Шкотска                            | |
| —      | 1996, 19. април-20. април       | Русија                    | Москва (Специјални самит за нуклеарну безбедност) | |
| 22.    | 1996, 27. јун-29. јун           | Француска                 | Лион                                              | |
| 23.    | 1997, 20. јун-22. јун           | Сједињене Америчке Државе | Денвер, Колорадо                                  | |
| 24.    | 1998, 15. мај-17. мај           | Уједињено Краљевство      | Бирмингем, Енглеска (Први Г8 службени самит)      | |
| 25.    | 1999, 18. јун-20. јун           | Немачка                   | Келн, Северна Рајна-Вестфалија                    | |
| 26.    | 2000, 21. јул-23. јул           | Јапан                     | Окинава                                           | |
| 27.    | 2001, 20. јул-22. јул           | Италија                   | Ђенова                                            | |
| 28.    | 2002, 26. јун-27. јун           | Канада                    | Кананаскис, Алберта                               | g8.gc.ca                                                                                                |
| 29.    | 2003, 2. јун-3. јун             | Француска                 | Евијан ле Бен                                     | g8.fr                                                                                                   |
| 30.    | 2004, 8. јун-10. јун            | Сједињене Америчке Државе | Морско Острво, Џорџија                            | g8usa.gov                                                                                               |
| 31.    | 2005, 6. јул-8. јул             | Уједињено Краљевство      | Хотел Глиниглс, Шкотска                           | g8.gov.uk                                                                                               |
| 32.    | 2006, 15. јул-17. јул           | Русија                    | Санкт Петербург                                   | en.g8russia.ru Архивирано на веб-сајту (21. април 2015)                                                 |
| 33.    | 2007, 6. јун-8. јун             | Немачка                   | Хајлигендам                                       | g-8.de                                                                                                  |
| 34.    | 2008, 7. јул-9. јул             | Јапан                     | Хокаидо                                           | g8summit.go.jp                                                                                          |
| 35.    | 2009.                           | Италија                   | Л’Аквила, Абруцо                                  | g8italia2009.it                                                                                         |
| 36.    | 2010.                           | Канада                    | Хантсвил, Онтарио                                 | g8.gc.ca                                                                                                |
| 37.    | 2011.                           | Француска                 | Довил                                             | g20-g8.com Архивирано на веб-сајту (31. јануар 2011)                                                    |
| 38.    | 2012.                           | Сједињене Америчке Државе | Камп Дејвид                                       | |
| 39.    | 2013.                           | Уједињено Краљевство      | Лох Ерн                                           | |
| 40.    | 2014.                           | Русија                    | Сочи                                              | Самит је требало да се одржи у Сочију међутим после Кримске кризе, чланице су суспендовале Русију из Г8 |
| 40.    | 2014.                           | Европска унија            | Брисел                                            | Алтернативно место окупљања, али без Русије                                                             |